# کیجل استولید
کیجل استولید (انگلیسی: Kjell Storelid؛ زادهٔ ۲۴ اکتبر ۱۹۷۰) اسکیت‌باز سرعت اهل نروژ است.